# Toms Skujiņš
Toms Skujiņš   (Sigulda, 15 de juny de 1991) és un ciclista letó, professional des del 2011. Actualment corre a l'equip Lidl-Trek. En el seu palmarès destaca el campionat nacional en ruta-sub23 de 2013, quedant tercer en l'absolut del mateix any, el Tour de Beauce de 2014 i una etapa a la Volta a Califòrnia de 2015.
Els bons resultats del 2015 el van portar a proclamar-se campió del calendari de l'UCI Amèrica Tour.

## Palmarès
- 2010
  - Vencedor d'una etapa al Tour de Mosel·la
- 2013
  -  Campió de Letònia en ruta sub-23
  - 1r a la Cursa de la Pau sub-23 i vencedor d'una etapa
  - Vencedor d'una etapa al Tour de Blida
  -  Medalla de bronze als Campionats d'Europa en ruta sub-23
- 2014
  - 1r al Tour de Beauce i vencedor de 2 etapes
- 2015
  - 1r a l'UCI Amèrica Tour
  - 1r al Winston Salem Cycling Classic
  - Vencedor d'una etapa a la Volta a Califòrnia
- 2016
  - Vencedor d'una etapa a la Volta a Califòrnia
- 2017
  - Vencedor d'una etapa a la Setmana Internacional de Coppi i Bartali
- 2018
  -  Campió de Letònia en contrarellotge
  - 1r al Trofeu Andratx-Mirador des Colomer
  - 1r al Tre Valli Varesine
  - Vencedor d'una etapa a la Volta Califòrnia
- 2019
  -  Campió de Letònia en ruta
- 2021
  -  Campió de Letònia en ruta
  -  Campió de Letònia en contrarellotge
- 2022
  -  Campió de Letònia en contrarellotge
- 2023
  -  Campió de Letònia en contrarellotge
- 2025
  -  Campió de Letònia en ruta
  -  Campió de Letònia en contrarellotge

### Resultats a la Volta a Espanya
- 2017. 123è de la classificació general

### Resultats al Tour de França
- 2018. 82è de la classificació general
- 2019. 81è de la classificació general
- 2020. 81è de la classificació general
- 2021. 71è de la classificació general
- 2022. 61è de la classificació general
- 2024. 45è de la classificació general

### Resultats al Giro d'Itàlia
- 2023. 31è de la classificació general